# Kessleria alpicella
Kessleria alpicella is een vlinder uit de familie van de stippelmotten (Yponomeutidae). De wetenschappelijke naam van de soort werd in 1851 gepubliceerd door Henry Tibbats Stainton.